# 31267 Kuldiga
31267 Kuldiga è un asteroide della fascia principale. Scoperto nel 1998, presenta un'orbita caratterizzata da un semiasse maggiore pari a 3,0173998 UA e da un'eccentricità di 0,1124895, inclinata di 10,60194° rispetto all'eclittica.